# Greven Verlag Köln
Der Greven Verlag Köln GmbH ist ein Teil der Greven-Gruppe, zu der unter anderem auch Greven’s Adreßbuch-Verlag gehört. Er widmet sich seit der zweiten Hälfte der 1940er Jahre vor allem der Literatur über Köln und das Rheinland. Dazu gehören sowohl Text- als auch Bildbände zu Themen wie Kunst, Geschichte, Landschaft, Städte, Sagen und zu Mundarten wie Dialekt und Regiolekt.

## Gründung im 19. Jahrhundert
Seit seiner Gründung im Jahr 1827 durch Anton Greven (1793–1870) ist das Unternehmen in Familienbesitz. Das erste Verlagsobjekt war das täglich erscheinende Fremden-Blatt der Stadt Köln, das erstmals am 1. Januar 1828 erschien. Es folgten neben einer Tageszeitung und dem ersten Kölner Adressbuch hauptsächlich zeitgeschichtliche Werke. 1848 erschienen unter anderem Bücher von Ferdinand Lassalle und über Franz Raveaux.
1862 verlegte Grevens Sohn Johann Wilhelm Greven (1820–1893) neben dem Kölner Adressbuch erstmals nicht ortsgebundene Landesadressbücher. Vier Jahre später wurde nach knapp 40 Jahren die Tageszeitung Kölnischer Anzeiger und Rheinische Handelszeitung eingestellt, um sich vorrangig dem Verlag der Adressbücher widmen zu können. 1870 starb der Verlagsgründer Anton Greven in Köln. 1879 verlegte Anton Carl Greven, ein Enkel des Verlagsgründers, den 25. Jahrgang von Greven’s Adressbuch für Köln, Deutz und Mülheim. Nachdem 1882 in Köln die ersten Telefone installiert wurden, nahm das Adressbuch zusätzlich die Telefonteilnehmer auf.

## Entwicklung im 20. Jahrhundert
Im Laufe der Jahre vergrößerten sich Verlag und Druckerei, so dass ab 1902 zahlreiche Räume in der Nachbarschaft angemietet werden mussten. In den darauffolgenden Jahren entstand ein großes, modernes Druckereigebäude, in das die Druckerei und später auch der Adressbuch-Verlag einzogen. 1910 starb Anton Carl Greven. Sein Sohn Wilhelm Richard übernahm die Geschäftsführung bis zum Kriegsbeginn 1914. Seine Mutter Hedwig Greven führte die Geschäfte bis 1932, da Wilhelm Richard 1917 als Offizier in Frankreich starb. Im selben Jahr übernahm ihr Sohn Sigurd Greven in fünfter Generation den Verlag. Unter seiner Leitung erschienen die ersten Kreis-Adressbücher.
1938 erschien das erste Ortsfernsprechbuch für Groß-Köln unter Sigurd Greven. Während des Zweiten Weltkriegs lohnte sich die Herausgabe neuer Telefon- und Adressbücher nicht. 1943 wurde das Verlagsgebäude zerstört. Nach dem Krieg bereitete Sigurd Greven die Wiederaufnahme des Verlages und dessen Lizenzerwerb in einer notdürftig eingerichteten Ecke in einer Buchbinderei vor. Seitdem besteht der Greven Verlag Köln selbstständig neben Greven’s Adressbuch-Verlag. Als erste Köln-Bücher erschienen Hoßdorf Et Gespens om Schötzefeß, Hoster Wegweiser durch den Kölner Dom und Schmitt-Rost Am Museum. Im selben Jahr erschien erneut nach 16-jähriger Unterbrechung die Jugendzeitschrift JUNG KÖLN, die 1933 eingestellt worden war. Ebenfalls 1949 startete DER CICERONE, Anzeiger für Sammler und Kunstfreunde.
Seit 1954 erschienen im Greven Verlag die Kölner Arbeiten zum Bibliotheks- und Dokumentationswesen. Ein Jahr später folgten die Monatsschriften KDA-Blätter der Katholischen Deutschen Akademikerschaft, Unitas. 1956 begannen die Arbeiten zum bislang umfangreichsten Werk über die Kölnische Sprache, dem dreibändigen Neuen Kölnischen Sprachschatz. Lexikon der Kölner Mundart von Adam Wrede, das 1999 in der zwölften Auflage erschien.
1981 starb Sigurd Greven bei einem Flugunfall. Seine Witwe Irene Greven (1927–2015) übernahm als Hauptgesellschafterin die Geschäftsleitung. Zu Ehren ihres verstorbenen Mannes gründete sie 1996 die Sigurd Greven-Stiftung. Ihr Ziel ist die Förderung der Kölner Kultur-, Kunst-, Musik-, Rechts- und Wirtschaftsgeschichte in Altertum, Mittelalter und Neuzeit sowie die Unterstützung des Kölner Schnütgen-Museums.

## Aktuelle Werke
Zu den wichtigsten Werken gehören die Geschichte der Stadt Köln in 13 Bänden, herausgegeben von der Historischen Gesellschaft Köln e. V. Jeder Band und jeder Zeitabschnitt wird von einem anderen Autor bearbeitet. Die einzelnen Bände werden nicht in chronologischer Reihenfolge veröffentlicht. Bisher (Stand: Mai 2024) sind elf Bände der Buchreihe erschienen.
Der langjährige Direktor des Museum Schnütgen, Anton Legner, veröffentlichte im August 2009 Der Artifex. Künstler im Mittelalter und ihre Selbstdarstellung als weitere Summe seiner Forschungen.
Im Themenbereich Mundart arbeitet der Verlag mit dem LVR-Institut für Landeskunde und Regionalgeschichte zusammen. Die Sprachwissenschaftler Georg Cornelissen und Peter Honnen beschäftigen sich in ihren Büchern mit rheinischer Sprache, rheinischen Wörtern und Wortgeschichten. Ebenfalls von Georg Cornelissen stammt das Buch Der Niederrhein und sein Deutsch. Sprechen tun es fast alle, in dem er speziell den niederrheinischen Regiolekt untersucht.
Ebenso erscheinen seit 1986 die Jahrbücher des Fördervereins Romanische Kirchen in Köln mit dem Titel Colonia Romanica.